# Janowo Stare (rejon święciański)
Janowo Stare (lit. Senas Janavas) – chutor na Litwie, w okręgu wileńskim, w rejonie święciańskim, w gminie Strunojcie.

## Historia
W czasach zaborów zaścianek w gminie Łyntupy, w powiecie święciańskim, w guberni wileńskiej Imperium Rosyjskiego. W 1905 roku liczył 14 mieszkańców, 30 dziesięcin, własność Dowgiałły.
W dwudziestoleciu międzywojennym zaścianek leżał w Polsce, w województwie wileńskim, w powiecie święciańskim, w gminie Łyngmiany.
W 1931 w 4 domach zamieszkiwało 27 osób.
Miejscowość należała do parafii rzymskokatolickiej w Łyntupach. Podlegała pod Sąd Grodzki w Łyntupach i Okręgowy w Wilnie; właściwy urząd pocztowy mieścił się w Łyntupach.
Od 1945 roku w Litewskiej Socjalistycznej Republice Radzieckiej.
Od 1991 roku na niepodległej Litwie.